# Buturlino
Buturlino (in russo Бутурлино́?) è un insediamento di tipo urbano della Russia europea centro-orientale, nell'oblast' di Nižnij Novgorod, centro amministrativo del rajon Buturlinskij.
Si trova sul fiume P'jana (affluente del Sura), 121 km a sud-est di Nižnij Novgorod.